# Englands U/21-fodboldlandshold
Englands U/21-fodboldlandshold består af engelske fodboldspillere, som er under 21 år og administreres af det engelske fodboldforbund. Holdet har to gange vundet EM for U21 landshold, nemlig i EM 1982 og EM 1994

## EM 2011
Holdet kvalificerede sig til EM 2011 i Danmark efter at have elimineret Rumænien i den afgørende playoffrunde med samlet 2-1. I kvalifikationspuljen endte de foran Portugal.
I gruppespillet mødte England Spanien, Tjekkiet og Ukraine. Med uafgjorte kampe mod Spanien og Ukraine og nederlag til Tjekkiet gik holdet ikke videre fra gruppespillet, og måtte rejse hjem inden slutspillet.
Under turneringen havde holdet base i Fredericia, og de benyttede Fredericia Stadion som træningsbaner.

## Aktuel trup
Til EM 2017 Polen er udtaget følgende trup.
| Nr. | Spiller            | Klub                                       |
| --- | ------------------ | ------------------------------------------ |
| 1   | Jordan Pickford    | Everton                                    |
| 2   | Mason Holgate      | Everton                                    |
| 3   | Ben Chilwell       | Leicester City                             |
| 4   | Nathaniel Chalobah | Chelsea                                    |
| 5   | Calum Chambers     | Arsenal                                    |
| 6   | Jack Stephens      | Southampton                                |
| 7   | Demarei Gray       | Leicester City                             |
| 8   | James Ward-Prowse  | Southampton                                |
| 9   | Tammy Abraham      | Chelsea                                    |
| 10  | Lewis Baker        | Chelsea                                    |
| 11  | Nathan Redmond     | Southampton                                |
| 12  | Matt Targett       | Southampton                                |
| 13  | Angus Gunn         | Norwich City (Udlejet fra Manchester City) |
| 14  | Jacob Murphy       | Norwich City                               |
| 15  | John Swift         | Reading                                    |
| 16  | Rob Holding        | Arsenal                                    |
| 17  | Kortney Hause      | Wolverhampton Wanderers                    |
| 18  | Dominic iorfa      | Wolverhampton Wanderers                    |
| 19  | Will Hughes        | Derby                                      |
| 20  | Jack Grealish      | Aston a                                    |
| 21  | Jonathan Mitchell  | Derby                                      |
| 22  | Cauley Woodrow     | Fulham                                     |
| 23  | Alfie Mawson       | Swansea City                               |